# 吴宏

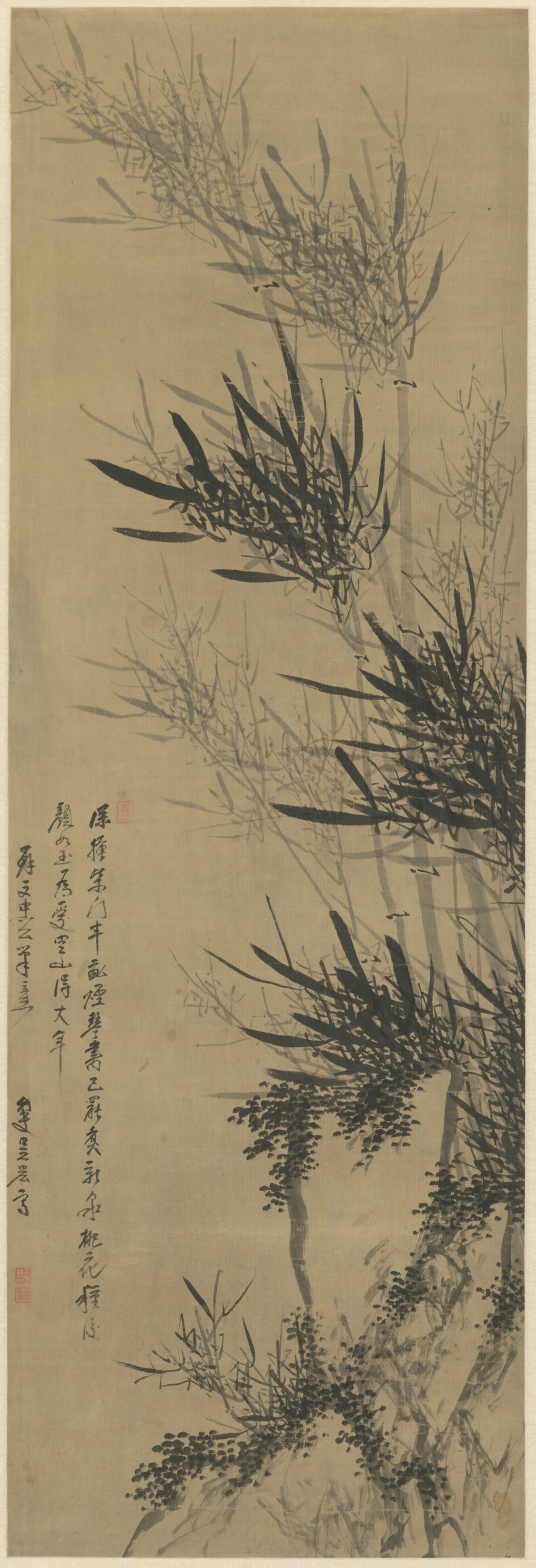
吴宏《仿苏轼竹石图》（北京故宫博物院藏）

吳宏（1615年—1680年），一作吳弘，字远度，号竹史、西江外史。江西金溪人。
先祖移居江宁（今南京）。自幼喜歡畫畫。顺治十年（1653）渡黄河，畫風一变，纵横放逸。作品大多取材于自然景物。周亮工说他“推倒一世之智勇，开拓前古之心胸”。与龚贤、高岑、樊圻、邹喆、叶欣、胡慥、谢荪合称为金陵八家。